# جيمس نيلسون وليامز
جيمس نيلسون وليامز (بالإنجليزية: James Nelson Williams)‏ هو فلاح نيوزيلندي، ولد في 22 أغسطس 1837، وتوفي في 11 يونيو 1915 في هافلوك الشمالية ‏ في نيوزيلندا.